# Marchio di conformità

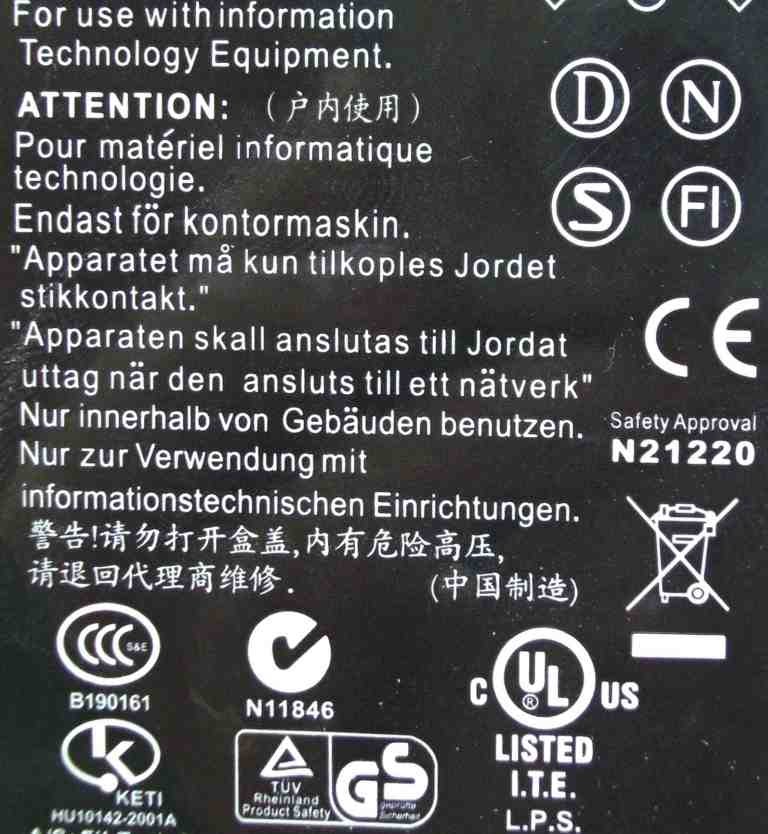
Esempi di marchi di conformità apposti su un'etichetta di un'apparecchiatura elettronica (monitor per computer): DEMKO, NEMKO, SEMKO, SETI, CE, WEEE, CCC, A-tick mark, UL, KETI, TÜV, GS.

Il marchio di conformità è un contrassegno apposto su prodotti e servizi per indicare che il bene o servizio cui è conferito ha raggiunto gli standard qualitativi prefissati dall'ente certificatore, ovvero è "conforme" a tali standard. A seconda del particolare marchio di conformità, tale conformità viene spesso (ma non sempre) validata dal superamento di una serie di prove tecniche (ad esempio test di laboratorio).
Generalmente il marchio di conformità viene rilasciato attraverso il processo di certificazione da enti accreditati che si occupano di effettuare le verifiche tecniche del rispetto delle norme prese in considerazione necessarie per l'ottenimento dell'autorizzazione del marchio di conformità. In questo caso la certificazione è l'atto mediante il quale una terza parte (neutra) dichiara che un prodotto o servizio è conforme ai requisiti specificati. In altri casi (ad esempio per la marcatura CE) il fabbricante stesso può svolgere la certificazione per l'utilizzo del marchio, sotto la sua responsabilità, per cui si parla di "autocertificazione".
Talvolta si utilizza come sinonimo marchio di certificazione, sebbene il significato dei due termini possa risultare non perfettamente identico. Infatti la certificazione potrebbe non contemplare il rispetto di determinati standard. Un altro termine di significato similare è "marchio di qualità". Di significato differente è invece il termine "marchio collettivo", che indica marchi che possono essere utilizzati solo dai membri di una certa organizzazione e che appartengono a tale organizzazione, non ai singoli membri.
Nel caso di un prodotto, solitamente il marchio di conformità è impresso sulla sua etichetta di identificazione e/o sul suo imballaggio.

## Storia
Uno dei primi esempi di marchi aventi un significato simile ai marchi di conformità attuali risale al 1300, in Gran Bretagna, dove attraverso un apposito statuto del re Edoardo I si regolamentava l'utilizzo del cosiddetto "Marchio del Re" (King's Mark), che raffigurava una testa di leopardo e garantiva la qualità di manufatti in oro e argento attraverso l'utilizzo di test svolti dalla Gilda degli orafi, che ne misuravano la percentuale di metallo prezioso.

## Tipi di marchio
I marchi di conformità possono essere di due tipi: obbligatori o volontari.
- Obbligatori: si limitano ad assicurare la conformità a regole tecniche di impiego obbligatorio, come la marcatura CE che garantisce - per alcune tipologie di prodotti - il rispetto dei requisiti essenziali di sicurezza stabiliti dalle relative direttive comunitarie.
- Volontari: provano che i prodotti hanno caratteristiche che vanno al di là di quanto eventualmente richiesto dalla legge e testimoniano la qualità del prodotto.

## Principali marchi di conformità
| Simbolo | Nome del marchio                   | Enti principalmente coinvolti | Paese                               | Tipo                                             |
| ------- | ---------------------------------- | --- | ----------------------------------- | ------------------------------------------------ |
|         | IRAM                               | Instituto Argentino de Normalización y Certificación (IRAM)                                                                                        | Argentina                           | Obbligatorio                                     |
|         | IQC                                | | Argentina                           |                                                  |
|         | UL-AR S                            | UL Argentina | Argentina                           | Obbligatorio                                     |
|         | A-tick                             | Australian Communications and Media Authority (ACMA)                                                                                               | Australia, Nuova Zelanda            |                                                  |
|         | C-tick                             | Australian Communications and Media Authority (ACMA)                                                                                               | Australia, Nuova Zelanda            | Obbligatorio                                     |
|         | Regulatory Compliance Mark (RCM)   | Electrical Regulatory Authorities Council (ERAC)                                                                                                   | Australia, Nuova Zelanda            | Volontario                                       |
|         | Pura lana vergine                  | Australian Wool Innovation Limited (AWI) | Australia, Nuova Zelanda            | Volontario                                       |
|         | ÖVE                                | ÖVE | Austria                             | Volontario                                       |
|         | CEBEC                              | Comité Electrotechnique Belge/Belgisch Elektrotechnisch Comité (CEBEC)                                                                             | Belgio                              | Volontario                                       |
|         | STB                                | | Bielorussia                         | Volontario                                       |
|         | UL-BR INMETRO                      | UL Brasile | Brasile                             | Obbligatorio o volontario a seconda del prodotto |
|         | ISC                                | Institute of Standards of Cambodia (ISC) | Cambogia                            | Obbligatorio                                     |
|         | CSA                                | | Canada                              | Obbligatorio                                     |
|         | ETL                                | | Canada                              | Obbligatorio                                     |
|         | CCC                                | China Quality Certification Center (CQC) | Cina                                | Obbligatorio                                     |
|         | CQC                                | China Quality Certification Center (CQC) | Cina                                | Volontario                                       |
|         | KC                                 | Korea Testing Laboratory (KTL), Korea Testing Certification (KTC), Korea Testing & Research Institute (KTR), National Research Radio Agency (NRRA) | Corea del Sud                       | Obbligatorio                                     |
|         | Demko o "marchio D"                | UL DEMKO (Danmarks Elektriske Materiel Kontrol) | Danimarca                           | Volontario                                       |
|         | Fimko o "marchio FI"               | SGS FIMKO | Finlandia                           | Volontario                                       |
|         | Norme française                    | | Francia                             | Volontario                                       |
|         | GS                                 | | Germania                            | Volontario                                       |
|         | VDE                                | | Germania                            | Volontario                                       |
|         | Japanese Industrial Standards      | | Giappone                            |                                                  |
|         | PSE                                | | Giappone                            |                                                  |
|         | ISI                                | Bureau of Indian Standards (BIS) | India                               | Obbligatorio                                     |
|         | Silk Mark                          | Silk Mark Organisation of India | India                               | Volontario                                       |
|         | IMQ                                | Istituto italiano del marchio di qualità | Italia                              | Volontario                                       |
|         | GOST-K                             | Kazexpoaudit LLP | Kazakistan                          | Volontario                                       |
|         |                                    | | Marocco                             | Obbligatorio                                     |
|         | NOM                                | | Messico                             | Obbligatorio                                     |
|         | Nemko o "marchio N"                | Norges Elektriske Materiellkontroll (NEMKO) | Norvegia                            | Volontario                                       |
|         | KEMA-KEUR                          | | Paesi Bassi                         | Volontario                                       |
|         | B                                  | PCBC, PREDOM-OBR, SEP-BBJ | Polonia                             | Volontario                                       |
|         | marchio UKCA                       | Desiganted bodies nel Regno Unito | Regno Unito                         | Obbligatorio dall'1/1/2021                       |
|         | Kite Mark                          | British Standards Institution (BSI) | Regno Unito                         |                                                  |
|         | EZU                                | Elektrotechnický zkušební ústav (EZU) | Rep. Ceca                           |                                                  |
|         | Marchio Rostest                    | The Russian Research Institute for Certification (VNIIS)                                                                                           | Russia                              | Obbligatorio o volontario a seconda del prodotto |
|         | Kvalitet                           | | Serbia                              | Obbligatorio                                     |
|         | PSB                                | | Singapore                           | Obbligatorio                                     |
|         | EVPU                               | | Slovacchia                          | Volontario                                       |
|         | AENOR                              | | Spagna                              | Volontario                                       |
|         | ETL                                | | Stati Uniti                         | Volontario                                       |
|         | UL                                 | UL | Stati Uniti                         | Volontario                                       |
|         | Marchio FCC                        | Federal Communications Commission | Stati Uniti                         |                                                  |
|         | Recognized Component Mark (RCM)    | UL | Stati Uniti                         |                                                  |
|         | SABS                               | South African Bureau of Standards (SABS), South African National Accreditation Systems (SANAS)                                                     | Sudafrica                           | Volontario                                       |
|         | Semko o "marchio S"                | ETL SEMKO (Svenska Elektriska Materielkontrollanstalten)                                                                                           | Svezia                              | Volontario                                       |
|         | Electrosuisse SEV                  | | Svizzera                            | Volontario                                       |
|         | Contrassegno di sicurezza svizzero | | Svizzera                            |                                                  |
|         | TISI                               | Thai Industrial Standards Institute (TISI) | Thailandia                          | Obbligatorio                                     |
|         | TSI                                | Turkish Standards Institution (TSI) | Turchia                             |                                                  |
|         | UkrSEPRO                           | Ukrmetrteststandard (UkrTEST) | Ucraina                             | Obbligatorio                                     |
|         | MEEI                               | | Ungheria                            | Volontario                                       |
|         | CE                                 | nessuno (autodichiarazione del fabbricante) | Unione europea                      | Obbligatorio                                     |
|         | RAEE                               | nessuno (autodichiarazione del fabbricante) | Unione europea                      | Obbligatorio                                     |
|         | ENEC                               | diversi (corrispondente al numero indicato nel marchio)                                                                                            | Unione europea                      | Volontario                                       |
|         | EAC                                | BELLIS Testing and Certification of Home Appliances and Industrial Products JSC                                                                    | Unione doganale eurasiatica         | Obbligatorio                                     |
|         | Marchio del Golfo (o "marchio G")  | | Consiglio di cooperazione del Golfo | Obbligatorio                                     |
|         | Hechsher                           | |                                     | Volontario                                       |
|         | Marchio E e marchio e              | Forum mondiale per l'armonizzazione delle regolamentazioni sui veicoli                                                                             | Mondo                               |                                                  |

## Percezione da parte dei consumatori
Sebbene i marchi di conformità abbiano lo scopo di informare i consumatori su caratteristiche anche particolarmente importanti dei prodotti (come ad esempio la sicurezza elettrica, l'assenza di sostanze tossiche, ecc.), da un questionario dell'Organizzazione per la cooperazione e lo sviluppo economico (OCSE) a cui hanno partecipato 14 stati risulta che molti consumatori non conoscono appieno il significato dei marchi di conformità.

Inoltre dallo stesso questionario è risultato che il proliferare di marchi di conformità in alcuni stati può generare confusione tra i consumatori, mentre in altri stati i consumatori non solo ne conoscono il significato ma ne riconoscono anche l'importanza, probabilmente grazie ad una maggiore informazione e sensibilizzazione.